# Nordmarka
Nordmarka i Norge er et stort skovområde nord for Oslo, bestående af dele af kommunerne Oslo, Hole, Ringerike, Jevnaker, Lunner og Nittedal.
Hvilke områder, som indgår i Nordmarka, er der delte meninger om. At alle langrendsløb ved Holmenkollen sker i Nordmarka, er der derimod stor enighed om.
Højeste punkt i området er Svarttjernshøgda på 717 meter, som er beliggende i Jevnaker.
Nordmarka er en del af Oslomarka.
Der har været mange spredte bosætninger af skovfinner i Nordmarka.

## Beskyttede områder
- Kulpåsen naturreservat
- Merratjern-/Søndagsbrenna naturreservat
- Mørkgonga naturreservat
- Oppkuven-Smeddalen naturreservat
- Spålen-Katnosa naturreservat

## Gårde, hytter og serveringssteder i Nordmarka
- Blankvannsbråten
- Finnstad gård
- Katnosa gård
- Kikutstua
- Kobberhaughytta
- Ringkollstua
- Sandvikshytta
- Sinnerdamshytta
- Skjennungstua
- Slaktern
- Tryvannstua
- Tømtehyttene